# John Carling (homme politique)
Pour les articles homonymes, voir John Carling et Carling (homonymie).
John Carling (23 janvier 1828-6 novembre 1911) est un homme politique canadien de l'Ontario et un homme d'affaires associé à la brasserie Carling. Il est député fédéral conservateur de la circonscription ontarienne de Cumberland de 1867 à 1874, de 1878 à 1891 et de 1892 à 1896. Il est ministre dans les cabinets des premiers ministres John A. Macdonald, John Abbott et John Thompson.
Il est également député provincial conservateur de la circonscription ontarienne de London (en) de 1867 à 1872.

## Biographie
Né à London dans le Haut-Canada, Carling entame une carrière publique en servant comme conseiller municipal de la ville de London de 1854 à 1859. Il siège également à l'Assemblée législative de la province du Canada à partir de 1858. Après la Confédération, il représente simultanément les circonscriptions fédérale et provinciale de London. Lors de l'élection provinciale de 1871, il défait Francis Evans Cornish (en), maire de London.
De 1882 à 1885, il est ministre des Postes (en) et ministre de l'Agriculture de 1885 à 1891. Dans cette dernière position, il établie l'Ontario Agricultural College (en) et la Ferme expérimentale centrale d'Ottawa. Il redevient brièvement ministre dans ces ministères en 1888.
Après avoir perdu l'élection de 1891, il est nommé au Sénat du Canada par John A. Macdonald. Après l'annulation de l'élection, Carling démissionne du Sénat et se représente lors de l'élection partielle. Peu avant l'élection de 1896, il démissionne de la Chambre des communes du Canada pour retourner au Sénat.
Entretemps, Carling demeure actif dans le monde des affaires de London. En 1875, il fonde la nouvelle brasserie Carling avec son frère William. L'une des plus grandes brasseries du Canada avec Labatt, ils reconstruisent une nouvelle installation à l'endroit où l'ancienne avait été incendiée.
Carling s'implique aussi dans le Great Western Railway, chemin de fer de London à Port Stanley, ainsi que pour le London, Huron and Bruce Railway. Les voitures de ces trains étant produites à London.
En 1878, il instaure la commission sur l'eau afin d'en assurer l'alimentation de la ville. Il contribue aussi à la création de l'Hôpital de London. En 1885, il fournit le terrain sur lequel le Wolseley Barracks est installé et occupé maintenant par garnison du 4e bataillon du The Royal Canadian Regiment. Enfin, il facilite la création du Victoria Park (en).
Carling est fait chevalier en 1893 et demeure au Sénat jusqu'à son décès en 1911.

## Hommage
En 1927, la brasserie Carling commandite un avion trans-atlantique nommé Sir John Carling et faisant la route de London (Canada) à Londres (London, Royaume-Uni). Malheureusement, l'avion est ses pilotes, Terence Tully et James Metcalf, disparaissent dans l'océan Atlantique.
Un aréna de London, la communauté de Port Carling (en), le bâtiment du ministère de l'Agriculture, l'avenue Carling et les quartiers de Carlington et Carlingwood d'Ottawa, sont nommés en son honneur.

## Archives
Le fonds d'archives John Carling est disponible à Bibliothèque et Archives Canada.